# Institut africain de développement économique et de planification
L'institut africain de développement économique et de planification des Nations unies (IDEP (UN)), basé à Dakar (Sénégal), a été créé en 1962 par l'Assemblée générale des Nations unies et a commencé ses activités en 1963. L'institut œuvre dans le domaine de la formation, de la recherche et des débats de politique générale dans le domaine du développement économique.

## Histoire
L'institut africain de développement économique et de planification (IDEP) est créé le 1er mars 1962 et est placé le 27 février 1964 sous l'égide de la Commission économique pour l'Afrique.
La première phase de mise en place de l'IDEP de 1964 à 1970 a mis l'accent sur les formations reposant sur la croissance rapide des États entre 1948 et 1967. Le modèle nord-américain est valorisé. Cette première phase coïncide avec les débuts de l'indépendance de la majorité des États africains. Cette première phase est considérée comme un échec puisque les besoins en formation dans les pays africains différaient fortement des connaissances américo et euro-centrées et s'adaptaient de manière peu efficace aux contextes spécifiques de cette période.
À partir de 1970, une seconde phase de développement redéfinit le rôle que l'IDEP doit jouer sur base du bilan critique de la première phase : un développement inégal des pays, une distribution de plus en plus inégale des revenus, un chômage croissant et une dépendance extérieure aggravée. L'accent est dès lors mis sur la recherche afin d'identifier un modèle économique adapté au contexte du continent africain et la formation en devient un produit. En 1971 et 1972, l'IDEP parvient à mettre en place différentes formules lui permettant de mieux intervenir au sein des gouvernements, dispensant des colloques, séminaires, sages de formation  et organisation de cours.
En 2017, l'IDEP met en place une formation sur le développement économique dans un contexte de changement climatique en Afrique. Le 27 novembre 2024, l'IDEP met en place un programme de formation sur les principes fondamentaux de la planification et du développement à Johannesbourg. 

## Mission
La mission de l'IDEP est d'assurer une formation théorique et pratique, entreprendre de la recherche, offrir des services consultatifs et servir de forum visant à faciliter un débat panafricain sur les programmes et politiques de développement et les questions connexes, au bénéfice des décideurs dans les administrations africaines et d'autres parties prenantes.
À sa création, l'objectif de l'institut vise à former des spécialistes et cadres supérieurs gouvernementaux du développement économique, effectuer des recherches afin d'améliorer ces formations, offrir un service consultatif aux gouvernements africains en matière de planification économique.
Étant donné les mutations innombrables et rapides qui s'opèrent sur le continent africain et au niveau mondial, l'apparition de nouvelles idées et initiatives en matière de politiques, telles que le NEPAD et les objectifs du millénaire pour le développement ainsi que les nombreux débats sur des questions ayant un impact immédiat ou potentiel sur les économies africaines et les politiques socioéconomiques, l'expérience, l'expertise et les ressources offertes par l'intermédiaire de l'IDEP sont nécessaires aujourd'hui plus que jamais.
La valeur et la qualité des programmes et activités de l'Institut sont reflétées dans les réseaux et les liens établis à travers ces rencontres panafricaines et internationales et grâce au travail effectué par les anciens participants (appelés Stagiaires) à leur poste en tant que décideurs de haut niveau, analystes des politiques économiques, spécialistes en matière de planification stratégique et chercheurs en économie travaillant dans les départements ministériels sur le continent et dans de nombreuses organisations non gouvernementales, privées et internationales.

## Administration
L'IDEP est administré par un Conseil d'Administration composé du secrétaire exécutif de la Commission Economique pour l'Afrique, d'un représentant du gouvernement du Sénégal et de huit membres élus parmi des membres associés de la Commission économique pour l'Afrique. Ce conseil d'administration élit le conseil académique consultatif composé de six universitaires africains, le directeur de l'Institut, un secrétaire et potentiellement trois membres supplémentaires cooptés.